# Affaire Ocean Jasper
L'affaire Ocean Jasper est une affaire de navigation qui a mis en rapports diplomatiques les Kiribati avec la France.

## Résumé de l'affaire
Le cargo Ocean Jasper, battant pavillon des Kiribati et commandé par un capitaine azerbaïdjanais est réputé avoir provoqué le naufrage d'un bateau de pêche breton, le Sokalique entraînant la mort d'un marin français, son capitaine. À la demande de la France, le gouvernement des Kiribati a autorisé l'immobilisation de l’Ocean Jasper comme l'a indiqué le 21 août 2007 le porte-parole du ministère français des Affaires étrangères. Précédemment, le gouvernement français avait multiplié les contacts avec les autorités des Kiribati afin d'obtenir que ce petit État renonce à user de ses prérogatives, en vertu de la Convention des Nations unies sur le droit de la mer dans les eaux internationales, qui consistent à juger elles-mêmes l'équipage.

## Droit de la mer
La compétence en matière pénale pour un abordage ou autre incident de navigation maritime en haute mer est attribuée soit à l'État de pavillon, soit à l'État dont l'intéressé a la nationalité en vertu de l'article 97 de la CNUDM, qui est aussi applicable dans une ZEE en vertu de l'article 58 de cette même CNUDM.
Toute modification d'attribution de compétence pénale faite rétroactivement après la date de l'abordage ou de l'incident de navigation maritime peut être contraire à l'article 7 de la Convention Européenne de sauvegarde des droits de l'Homme et des libertés fondamentales et à la jurisprudence de la Cour européenne des droits de l'Homme..
À la suite de la saisie conservatoire de l'Ocean Jasper par le Tribunal de commerce de Brest à la demande des assureurs du Sokalique, Groupama et l'ENIM, ce tribunal peut être compétent en matière civile pour un abordage.

## Contacts diplomatiques
La plupart des contacts diplomatiques entre Tarawa-Sud et Paris sont passés par l'ambassade de France à Suva (Fidji), où se trouve, « en résidence » l'ambassadeur français auprès des Kiribati ainsi que le Haut-commissariat (ambassade) des Kiribati aux Fidji.
Le lien de ce vraquier d'environ 1 300 tonnes pour 80 mètres de long avec l'océan Pacifique, outre son pavillon des Kiribati, est par ailleurs renforcé par le siège social de la société qui en est propriétaire : l'"Ocean Jasper Shipping" sise juridiquement à Majuro (îles Marshall).
Nicolas Sarkozy s'est rendu le 22 août 2007 aux obsèques du marin tué.